# Trà Kót
Trà Kót is een xã in het district Bắc Trà My, een van de districten in de Vietnamese provincie Quảng Nam.
De Tram is een van de rivieren die door Trà Kót stroomt.